# Association des gays et lesbiennes arméniens de France
L'Association des gays et lesbiennes arméniens de France (arménien : Ֆրանսահայ Միասեռականների Ասոցիացիա), ou AGLA France, est une association française ayant existé entre 2001 et 2007 dont l'objectif est de combattre l'homophobie en Arménie et au sein de la diaspora arménienne en France.

## Historique

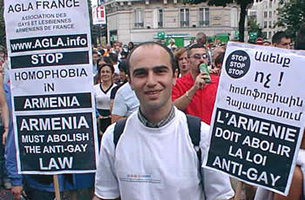
Micha Méroujean.

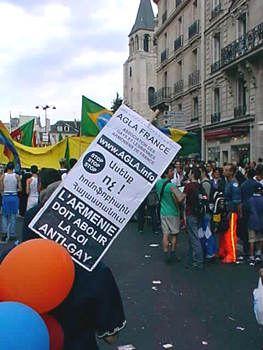
AGLA France lors de la Marche des fiertés de Paris vers juin 2002. Sur la pancarte, on peut lire L'Arménie doit abolir la loi anti-gay.

AGLA France est fondée en décembre 2001 par Micha Méroujean, homosexuel arménien qui quitte Erevan en 1994 pour fuir l'homophobie ambiante. L'un des objectifs du groupe est la suppression de l'article 116 du code pénal arménien, qui punit l'acte sexuel entre deux hommes de cinq ans de prison. Plus généralement, l'association se conçoit comme une « association à la fois militante et culturelle » ayant pour objectifs la lutte contre l'homophobie, l'intégration sociale des personnes LGBT, l'échange et les rencontres, le soutien aux familles LGBT ou encore la lutte contre le SIDA en Arménie.
À ses débuts, l'association rencontre l'animosité de la diaspora arménienne de France. En 2002-2003 par exemple, le Conseil de coordination des organisations arméniennes de France (CCAF) refuse l'adhésion de l'AGLA, ce que l'association dénonce comme une discrimination manifeste. Selon une tribune de Sévan Ananian, cette décision s'expliquerait ainsi : « parmi la courte majorité qui a voté non, on en trouve qui, sans être ouvertement homophobes, avancent que si les Arméniens homosexuels veulent agir dans la communauté, ils doivent pouvoir le faire, en tant qu'Arméniens, dans les associations existantes… discrètement. Mais ils réprouvent l'idée qu'un mouvement gay et lesbien soit légitime en tant que tel ». L'auteur de la tribune juge cette justification « absurde », d'autant plus qu'une association LGBT lui semble nécessaire pour tous ces Arméniens « que l'on condamne à l'isolement, à la fuite, à la dépression, au suicide ».
Dans une interview de 2006, M. Méroujean raconte : « Il y a quatre ans, nous avons participé à la manifestation du 24 avril ; ils nous ont craché dessus, mais nous avons continué de marcher sans nous formaliser. Et puis ils se sont habitués à nous »,. De fait, le 24 avril 2003, lors de la manifestation de commémoration du génocide arménien et devant le Monument en hommage à Komitas alors tout juste inauguré, certaines personnes présentes s'émeuvent de la présence de l'AGLA, et l'on peut entendre dans l'assemblée un « Pas devant Komitas, tout de même ! ». Face aux injures homophobes, l'association montre sa résolution et affiche sa volonté de « faire partie durablement du paysage arménien » et de partager les luttes arméniennes, notamment la lutte contre le négationnisme de l’État turc.
En 2003, AGLA France lance un web magazine, The Pink, en langue arménienne et donc destiné à un lectorat arménophone. L'association soutient aussi les gays et lesbiennes d'Arménie et les pousse à former leur propre ONG, participant notamment aux premières réunions du GLAG (Gay and Lesbian Armenian Group).
En août 2003, le président arménien, Robert Kotcharian, ratifie le nouveau code pénal du pays, dans lequel l'article 116 n'apparaît plus. Ce changement est salué par AGLA France, même si son fondateur, Micha Méroujean, reste prudent : « il est encore trop tôt pour affirmer que l'Arménie respecte ses citoyens gays, lesbiennes, bi et trans », affirme-t-il en 2004. Il explique d'ailleurs que la police, l'armée répriment les personnes LGBT tandis que la presse les dénigre.
Fin 2004, Armen Avetisyan, leader de l'Armenian Aryan Union (AAU), une organisation ultra-nationaliste et homophobe arménienne, dénonce la présence de personnes gays parmi la classe politique arménienne, ce qui provoque des débats au Parlement, certains députés demandant la démission de leurs collègues gays. AGLA France organise une manifestation devant l'ambassade d'Arménie en France afin de dénoncer la campagne homophobe et le dénigrement des personnes LGBT par l'AAU, ainsi que par certains députés et médias arméniens. L'association écrit aussi une lettre ouverte adressée au président d'Arménie qui est publiée quelques jours plus tard dans le journal Haykakan Zhamanak.
En 2005, AGLA France invite deux jeunes arméniens à participer à la conférence annuelle de l'European Region of the International Lesbian and Gay Association qui avait alors lieu à Paris. Un an plus tard, Menq/WFCE, première organisation chargée de combattre le sida et dirigée par des personnes LGBT, ouvre ses portes dans la capitale arménienne.
Le 8 juin 2006, AGLA France organise, à l'occasion de sa réunion mensuelle, une rencontre avec les écrivains Marina Dédéyan, Olivier Delorme et Alexis Gurdikyan.
En 2006, le fondateur de l'association et son compagnon, Harutyun Zhonzhikian, organisent une cérémonie informelle et se marient symboliquement dans la cathédrale Sainte-Etchmiadzin, siège de l'Église apostolique arménienne. Un article publié par le journal 168 Zham sur le sujet provoque le scandale et l'indignation des médias ainsi que des personnalités politiques et religieuses conservateurs du pays.
AGLA France disparaît fin 2007 faute de successeur à Micha Méroujean.